# 정혜공 사우와 하마비
정혜공 사우와 하마비는 전라남도 진도군 임회면 송월리에 있다. 2012년 2월 29일 진도군의 향토문화유산(유형유산) 제22호로 지정되었다.

## 개요
정혜공 사우는 진도군 임회면 송월리에 있다. 1872년 전주 이씨 정종(定宗)의 아홉 번째 왕자 석보군(石保君) 복생(福生)을 주벽으로 7위를 모셨다. 석보군 이복생(1399 - 1447)은 조선의 왕족으로, 조선 제 2대 정종의 서자이다. 시호는 정혜(靖惠)이다.
조선 제 2대 정종의 서자이자, 9남으로 생모는 숙의 윤씨(淑儀尹氏)인 해평 윤씨(海平尹氏)이다. 정부인으로는 학성군부인 원주 김씨(鶴城郡夫人 原州金氏)이 있다. 자녀로는 정부인 김씨가 낳은 장남 연산부정(燕山副正)와 차남 인양부정 정(仁陽副正 整), 3남 곡성군 금손(鵠城君 金孫) 장녀 이씨와 차녀 이씨, 3녀 이씨, 4녀 이씨, 5녀 이씨가 있다. 본성이 청렴검소하고 효성과 우애가 돈독하며 학문에 통달하여 ‘대문장가’라 일컬었다. 그러나 관직에는 뜻이 없어서 늘 산간에 은거하고 세상 일에 관여치 않았다.
송월리 동네 어구에는 왕자 사당에 참예하는 이들이 말에서 내려 걷도록 하마비(下馬碑)가 있고 사당 앞에는 홍살문도 있다. 이 하마비의 현 상태는 3단의 다듬은 돌로 쌓여 있는데 1단의 돌이 위 두 단의 돌보다 크고 길쭉하며 가장 위의 매끄럽게 다듬어진 돌 한쪽면에 '하마(下馬)'라 쓰여 있다.

## 같이 보기
- 석보군